# Consonante eyectiva
Una consonante eyectiva (o glotalizada eyectiva, o glotalizada egresiva) es una consonante con mecanismo de articulación no pulmonar, donde el aire es impulsado por un movimiento hacia arriba de la glotis, en vez de por los pulmones y el diafragma. Las consonantes eyectivas pueden ser oclusivas, africadas y fricativas. Las eyectivas son siempre sordas.  
| Consonantes eyectivas | Consonantes eyectivas | Consonantes eyectivas | Consonantes eyectivas | Consonantes eyectivas | Consonantes eyectivas | Consonantes eyectivas | Consonantes eyectivas | Consonantes eyectivas | Consonantes eyectivas | Consonantes eyectivas | Consonantes eyectivas | Consonantes eyectivas |
| --------------------- | --------------------- | --------------------- | --------------------- | --------------------- | --------------------- | --------------------- | --------------------- | --------------------- | --------------------- | --------------------- | --------------------- | --------------------- |
| Oclusivas             | pʼ                    |                       | t̪ʼ                    | tʼ                    |                       | ʈʼ                    |                       | cʼ                    |                       | kʼ                    | qʼ                    | ʡʼ                    |
| Fricativas            | ɸ'                    | fʼ                    | θʼ                    | sʼ                    | ʃʼ                    | ʂʼ                    | ɕʼ                    | çʼ                    | ɬʼ                    | xʼ                    | χʼ                    |                       |
| Africadas             |                       | p̪fʼ                   | t̪θʼ                   | ʦʼ                    | ʧʼ                    | ʈʂʼ                   | ʨʼ                    | cçʼ cʎ̝̥ʼ               | tɬʼ                   | kxʼ                   | kʟ̝̊ʼ qχʼ               |                       |

(t͡pʼ)(qʟ̝̠̊)(r̥ʼ)
- Datos: Q827454